# David Stewart (Politiker, 1800)

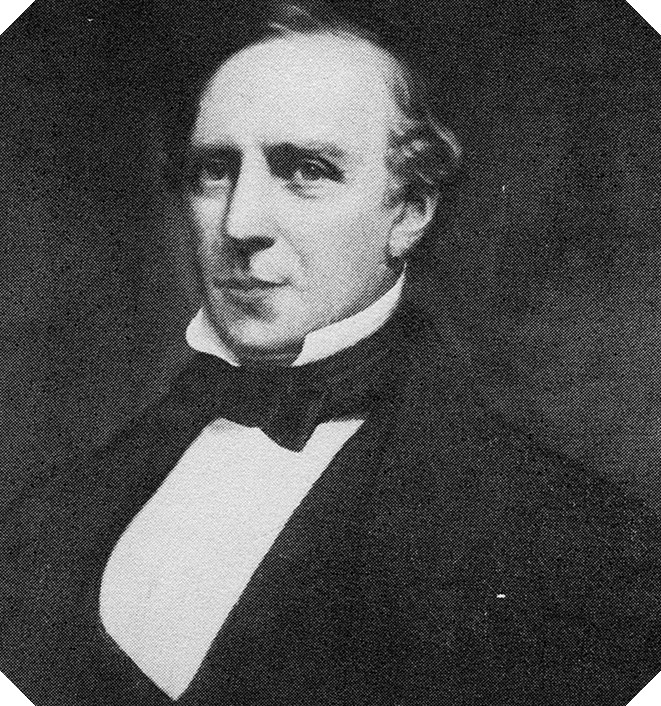
David Stewart

David Stewart (* 13. September 1800 in Baltimore, Maryland; † 5. Januar 1858 ebenda) war ein US-amerikanischer Politiker (Whig Party), der den Bundesstaat Maryland für kurze Zeit im US-Senat vertrat.
Nach Abschluss seiner Schulausbildung schrieb sich David Stewart am College of New Jersey ein, der heutigen Princeton University. Seinen Abschluss machte er 1819 am Union College in Schenectady (New York), ehe er die Rechtswissenschaften studierte, 1821 in die Anwaltskammer aufgenommen wurde und in Baltimore als Jurist zu praktizieren begann.
Seine kurze politische Laufbahn begann am 6. Dezember 1849, als er in den US-Senat berufen wurde. Dort nahm er den Platz von Reverdy Johnson ein, der einige Monate zuvor US-Justizminister zuvor geworden war. Da er nicht bei der offiziellen Nachwahl antrat, musste Stewart seinen Platz im Kongress bereits am 12. Januar 1850 wieder für Thomas Pratt räumen. Er arbeitete in der Folge wieder als Anwalt in Baltimore, wo er 1858 auch starb.